# Каирка (балка)
Каирка (укр. Балка Каїрка; устар. балка Долгая Каирка, Западная-Каир) — балка в Каховском районе Херсонской области. Левый приток Каховского водохранилища.
Длина балки равна 25-28 км.
Начинается к северу от села Ольгино и к востоку от сёл Маринское и Вольное. Простирается в юго-западном направлении. По левой стороне белки стоит село Зелёный Под. В русле балки — небольшие лесные массивы. На южной окраине села Каиры впадает в реку Днепр (Каховское водохранилище). Высота устья — 16,0 м над уровнем моря. Нижняя часть затоплена водами Каховского водохранилища.
В 2001 году по обеим берегам балки и Каирского залива у южной оконечности села Каиры образован заказник местного значения Каирская балка. Является популярным местом любителей рыбалки.